# Hugues II (abbé de Lagny-sur-Marne)
Pour les articles homonymes, voir Hugues II.
Hugues II (mort en 1171) était un chevalier français et un moine bénédictin, abbé des monastères d'Angleterre et de France.

## Biographie
Il était un fils illégitime de Thibaut IV de Blois (1090-1152), parfois appelé Théobald le Grand. Son père était comte de Blois et de Chartres comme Théobald IV à partir de 1102 ; et comte de Champagne et de Brie dans le rôle de Théobald II, à partir de 1125. Il était un administrateur habile de ses territoires et avait au moins dix enfants survivants de son épouse, Mathilde de Carinthie, fille d'Engelbert II de Sponheim. Il est né de mère inconnue.
En tout état de cause, sa naissance fit de Hugues un demi-frère du comte Henri Ier de Champagne marié à Marie, fille aînée du roi de France Louis VII. La demi-sœur de Hugues était Adèle, reine de France, épouse de Louis VII, mère du roi Philippe II de France et de l'impératrice de Byzance, Agnès. Hugues était également demi-frère du cardinal William, archevêque de Sens puis de Reims et cousin germain d'Henry de Sully, abbé de Fécamp. Plus important encore, il était également neveu du roi Étienne de Blois et du frère du roi, Henri de Blois de Blois, évêque de Winchester.

## Jeunesse
Dans le contexte de ce clan, Hugues, qualifié à l'époque de noble, viril et énergique, devint un chevalier,. Il a été blessé au combat vers 1136. Soigné à l'abbaye de la Sainte-Trinité de Tiron en France, une fois rétabli, il décida d'y devenir moine.

## Abbé de St Benet, Holme

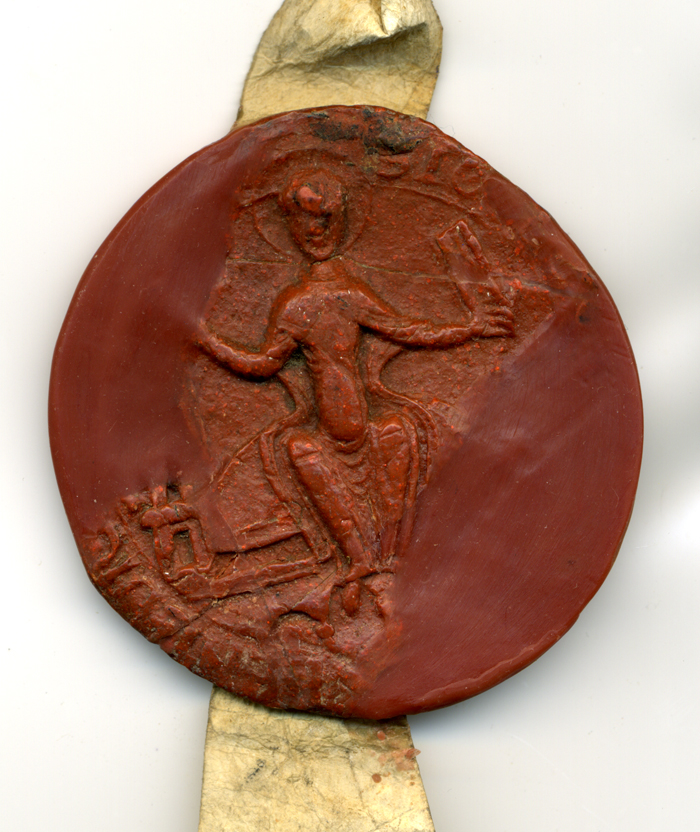
Sceau de l'abbaye de St Benet en 1534

Plus tard (1146-1150), Hugues servit comme abbé de l'abbaye de St Benet's (en), située à Holme ou Hulme, sur la rivière Bure dans les Broads du Norfolk, en Angleterre. Le monastère existait déjà à l'époque anglo-saxonne et recevait des terres du roi Knut le Grand. Dans le même temps, c. 1022, Knut le Grand semble avoir doté un autre monastère bénédictin, qui sera plus tard l'abbaye de Bury St Edmunds, et lors de cette opération, la moitié des moines de St Benet s'installe dans leur monastère sœur. autres objets de culte appartenant à St Benet[Quoi ?]. En 1065, St Benet's établit une cellule, qui devint plus tard le prieuré de Rumburgh (en) dans le Suffolk. Après la Conquête, à partir de 1089, les abbés étaient normands ou anglo-normands.
Ce premier rendez-vous était dû à Hugues à l'un ou l'autre de ses oncles, le roi Étienne de Blois ou son frère, Henri de Blois, évêque de Winchester. Le roi Stephen (ou Henri de Blois) reçoit la confirmation papale en 1147. Pour assurer ce poste à Hugues, l'ancien abbé, Daniel, a été destitué. L'histoire dans John of Oxnead's Chronicle est que Hugues était un abbé capable et sérieux, mais qu'il était devenu un puissant ennemi. Celui-ci l'a encerclé en faisant glisser une femme dans son lit puis en envoyant des hommes armés punir le crime supposé en le castrant. Il avait été l'un des trois candidats non retenus, tous parents du roi, au siège de Lincoln en 1148.

## Abbé de Chertsey

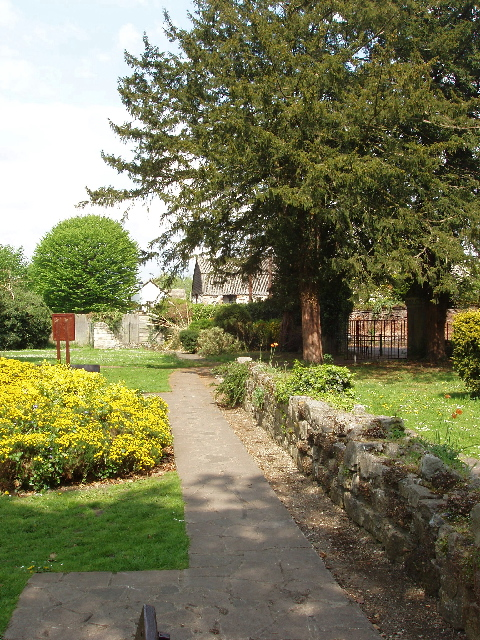
Mur en ruine de l'abbaye de Chertsey

Après les violences, John of Oxnead raconte que l’oncle de Hugues, Étienne de Blois, lui a accordé le poste d’abbé de l'abbaye de Chertsey (1149-1163) à Surrey. Alors que l'abbé Daniel, son prédécesseur, était de retour à son poste, à Chertsey, pour laisser la place à Hugues, l'abbé assis était de nouveau destitué, la procédure recevant à nouveau la confirmation papale.

## Abbé de Lagny-sur-Marne

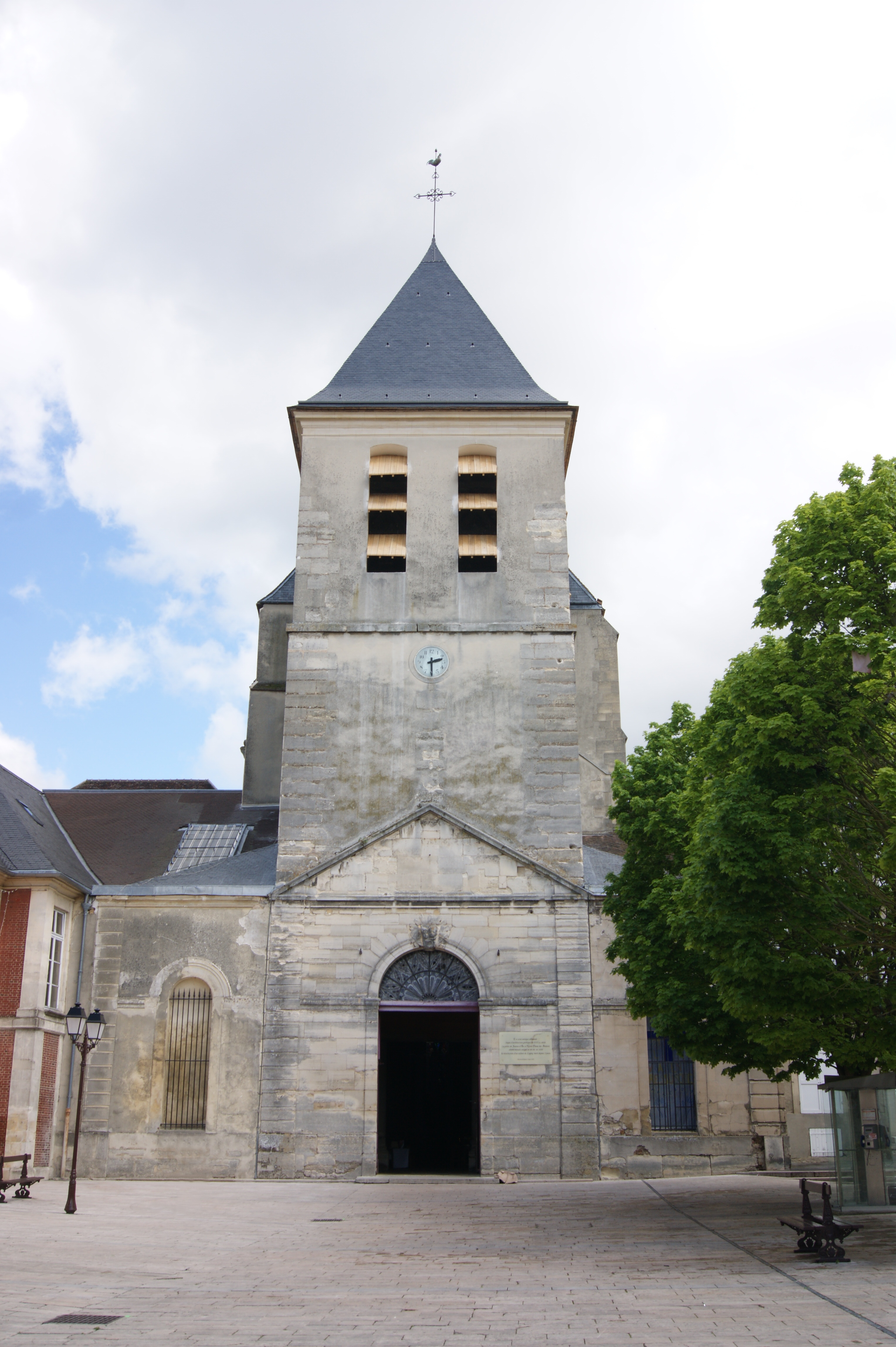
Abbatiale Notre-Dame-des-Ardents et Saint-Pierre - Lagny-sur-Marne

Avec la mort du roi Étienne de Blois et la succession de Henri II, le climat en Angleterre est devenu hostile pour la famille. Mgr Henri de Blois débarque en Angleterre avec son trésor en 1155. Hugues a suivi la tendance et est revenu en Champagne et redevint un moine de l'ordre de Tiron mais quand des problèmes se posèrent à l'abbaye de Lagny, il fut fait abbé avec l'aide de son demi-frère, le comte Henri Ier de Champagne, le fils de Champagne. beau-roi du roi Louis VII de France, le comte Henri Ier de Champagne, le fils- beau-roi du roi Louis VII de France. Ce monastère était déjà le lieu de sépulture de son père (depuis 1152) et de nombreux autres membres de sa grande famille. C'était aussi un sanctuaire des reliques d'un membre de la famille, saint Thibaut de Provins, mort moine camaldole en 1066 et canonisé en 1073 par le pape Alexandre II.
Il est rapporté que Hugues était un abbé actif de Lagny-sur-Marne mais, pour une raison inconnue, fut destitué en 1171, il décède la même cette année et est enterré à l'abbaye.